# Rundbladet soldug
Rundbladet Soldug (Drosera rotundifolia) er en 10-15 cm høj kødædende plante, der vokser i hedemoser og højmoser. Planten skaffer kvælstof ved at fange og fordøje småinsekter.

## Beskrivelse
Rundbladet Soldug er en flerårig urt med en grundstillet roset af cirkelrunde, langstilkede blade, der er under 1 cm i diameter, og som har hel rand med langstilkede kirtler. De klæbrige kirtler ligner små dugdråber. Blomsterne bæres i juli-august i et endestillet aks på en særlig stængel. De enkelte blomster er 5-tallige, hvide og med 5 støvdragere. Frugtknuden er etrummet med tredelt griffel, som har todel støvfang. Frugterne er kapsler med talrige småfrø frø.
Rodnettet er forholdsvis svagt og meget fint.
Højde x bredde og årlig tilvækst: 0,10 x 0,05 m (10x 5 cm/år).

## Udbredelse
Rundbladet Soldug har et meget stort udbredelsesområde, og er circumborealt udbredt. Den findes f.eks. i hele Nordeuropa, i Sibiren, store dele af Nordamerika, inkl. Grønland, og Asien. I Danmark findes den hist og her i Nord- og Vestjylland, mens den er lidt sjældnere i resten af landet. Den er blevet mindre hyppig i Danmark mellem 1939 og 2015, men betragtes stadig som Livskraftig i Den danske Rødliste 2019.

## Habitat
I Danmark er Rundbladet Soldug vildtvoksende på næringsfattig bund og lysåbent, som kan ses på dens indikatorværdier, f.eks. hedemoser og højmoser, hvor den findes sammen med bl.a. Tranebær, Djævelsbid, Hvid Næbfrø, Kragefod, Tormentil og arter af Tørvemos.
| Rundbladet Soldug |       |       |       |       |       |
| L = 8             | T = 4 | K = 3 | F = 9 | R = 1 | N = 1 |

| Portal | Portal:Botanik |